# Caimegoluli
Caimegoluli (Kaimegoluli) ist eine osttimoresische Aldeia im Suco Leotala (Verwaltungsamt Liquiçá, Gemeinde Liquiçá). 2015 lebten in der Aldeia 258 Menschen.
Caimegoluli liegt im Norden des Sucos Leotala. Südöstlich liegt die Aldeia Manati, westlich die Aldeia Lepa und nördlich die Aldeia Tolema. Im Nordwesten grenzt Caimegoluli an das Verwaltungsamt Maubara mit seinem Suco Vatuvou. Die Grenze zu Maubara bildet der Manobira, ein Nebenfluss des Lóis.
Das Ortszentrum des Dorfes Caimegoluli liegt im Norden der Aldeia Caimegoluli. Die Häuser verteilen sich nahezu auf die gesamte Aldeia.
2023 wurde Domingos dos Santos zum Chefe de Aldeia gewählt.